# Aceite picante
El aceite picante, o bien aceite de ají, chile o guindilla consiste en macerar pimientos picantes (Capsicum spp.) en aceite vegetal, a veces también otros ingredientes adicionales, y es un condimento típico en varias gastronomías del mundo, como en las cocinas coreana, italiana, japonesa y varias cocinas regionales chinas. 
Se usa como ingrediente en la gastronomía de China, así como en algunas otras tradiciones culinarias del este y sureste de Asia. Es particularmente popular en la gastronomía de Sichuan, donde se usa como ingrediente en recetas, además de como condimento. A veces, se usa como salsa para mojar para carne y dim sum. También se emplea en la sopa de fideos chino-coreana jjamppong.

## Características
El aceite de guindilla es típicamente de color rojo a causa del licopeno. Se elabora a partir de aceite vegetal, a menudo aceite de soja o de sésamo, si bien pueden usarse aceite de oliva, aceite de girasol u otros. Puede incluir otras especias, como pimienta de Sichuan, ajo o pimentón, que se empapan en el aceite. Las recetas industriales pueden incluir otros tipos de aceite, agua, ajo seco, salsa de soja y azúcar. Las recetas destinadas a Occidente también sugieren otros aceites populares, como el de colza, semillas de uva o cacahuete, y cualquier guindilla seca o fresca. Los sólidos se depositan típicamente en el fondo del envase en el que se almacena. Cuando se usa, el cocinero puede elegir la cantidad de sólido a verter, usándose a veces solo el aceite, sin ningún sólido.

## Por región

### Cocina china
El yóu pō là zǐ (油泼辣子, 'chiles con aceite'), como se le llama en Shaanxi, là yóu (辣油, 'aceite picante') o hóng yóu (紅油, 'aceite rojo') como se le llama en Sichuán,  se prepara básicamente vertiendo lentamente aceite caliente sobre chile en polvo o picado. También es conocido como là jiāo yóu (辣椒油, 'aceite con chile'). Se pueden agregar muchos otros ingredientes para enriquecer el sabor, como vinagre negro chino, ajo picado, piel de jengibre seca, semillas de sésamo, aceite de sésamo, granos de pimienta de Sichuan, canela, anís estrellado y laurel.

## Comercialización
El aceite de guindilla está disponible comercialmente en tarros de cristal, si bien también puede prepararse desde cero en casa. Suele estar disponible a petición en los restaurantes chinos.